# 燕来寺
燕来寺（えんらいじ）は、中華人民共和国湖南省懐化市新晃トン族自治県晃州鎮の営盤山にある仏教寺院。

## 歴史
2002年、釈演道はこの寺の建設を主宰した。

## 伽藍
山門、天王殿、大雄宝殿（本堂）、伽藍殿、祖師殿、地藏殿、五百羅漢堂、蔵経閣、念仏堂、斎堂、客堂、寮房、放生池。

## 図録
- 山門。
- 大雄宝殿。
- 贔屓。
- 弥勒仏。
- 文殊、普賢、観音。
- 風雨橋。